# 제14대 스트래스모어와 킹호른 백작 클로드 보우스라이언
제14대 스트래스모어와 킹호른 백작 클로드 보우스라이언(Claude Bowes-Lyon, 14th Earl of Strathmore and Kinghorne, 1855년 3월 14일 ~ 1944년 11월 7일)은 엘리자베스 보우스라이언의 아버지이자 엘리자베스 2세 여왕의 외할아버지인 영국의 귀족이자 지주였다.